# 王波 (十六国)
王波（？—344年），十六国后赵石虎时中书监。
后赵石勒时，王波初任牙门将。326年，转任记室参军，制订九品制度，确立秀才、孝廉试经的制度。王波与裴宪共撰朝仪，石勒的宪章文物，比拟汉晋帝王。石虎僭位，称摄赵天王，以王波为中书令。武乡（今山西榆社北）发现玄玉玺来献，王波为石虎上奏《玄玺颂》以阿谀奉承他。转任中书监。
340年，成汉李闳被东晋俘虏，出逃到后赵。成汉皇帝李寿来信，请求放回成汉将李闳，称石虎为赵王石君，石虎不高兴。王波认为应该放李闳回去，适逢挹娄向后赵进献矢石弩，王波乘势请求转送成汉，石虎听从。李闳回成都，李寿下诏称“羯使来庭，献其楛矢”。石虎大怒，黜王波为白衣平民，守中书监。344年，隆冬季节，太子石宣让人伐木建造宫殿，百姓怨声载道，领军将军王朗请求石虎制止。石虎听从。适逢火星在房宿，石宣让太史令赵揽进言杀死显贵王姓大臣避难。石虎问：“谁能承当？”赵揽说：“领军王朗最为显贵。”石虎心中怜惜王朗，让赵揽说出其次人选。赵揽只好说：“其次只有中书监王波。”石虎下诏，追究王波送矢给成汉，将他腰斩，和他四个儿子，尸体丢入漳水。后来怜悯王波无罪遭刑，追赠为司空，封王波孙子为侯。